# نساء عاملات (كتاب)
نساء عاملات (بالإنجليزية: Women who work) هو كتاب صدر عام 2017 من تأليف إيفانكا ترامب. يهدف كتاب للمساعدة الذاتية إلى مساعدة النساء على تحقيق الذات، ويتناول توازن العمل والحياة من بين موضوعات أخرى. يتضمن مقالات ضيوف، وأُقتبس فيه العديد من رجال الأعمال، والشخصيات السياسية، ومؤلفي المساعدة الذاتية. 

## استقبال
تلّقى الكتاب ردود فعل متباينة من النقاد.    قالت جينيفر سينيور، كاتبة لصحيفة نيويورك تايمز، بينما يُفترض في البداية أن الجمهور المقصود بالكتاب هو مجموعة واسعة من النساء، يظهر التحيز الطبقي لاحقًا في الكتاب. على سبيل المثال، يصنف ترامب التسوق من البقالة كمهمة ليست عاجلة ولا ضرورية، ويُشير إلى عدم قدرة إيفانكا أن تُدلل نفسها بالتدليك هو مؤشر على مدى انشغالها خلال حملة والدها الرئاسية لعام 2016، وبالتالي تكشف عن نفسها بأنها بعيدة عن التواصل مع نساء الطبقة العاملة.  ومع ذلك، في وكالة أسوشيتد برس، قالت كاثرين لوسي إنَّ الكتاب يُظهر ترامب على أنه أصبح كاتبًا أكثر جدية منذ كتابها السابق للمساعدة الذاتية، «بطاقة ترامب» 2009.  وعلى نحو أقل إحسانًا، وصفت أناليزا كوين، ناقدة أدبية في الإذاعة الوطنية العامة، الكتابة بأنها بحر من الثرثرة، وأن قراءتها تبدو وكأنها أكل كرات قطنية معطرة. 